# Calum Worthy
Calum Worthy (født 28. januar 1991) er en canadisk skuespiller, mest kendt som Dez fra Disney Channels serie Austin & Ally.